# NGC 1054
NGC 1054 je galaksija u zviježđu Ovan.

## Vanjske poveznice
- SEDS: NGC 1054